# Viola markensteinensis
Viola markensteinensis är en violväxtart som beskrevs av Johann Baptist Wiesbaur. Viola markensteinensis ingår i släktet violer, och familjen violväxter. Inga underarter finns listade i Catalogue of Life.